# Joseph-Antonio Thompson

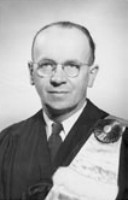
Joseph-Antonio Thompson (1934)

Joseph-Antonio Thompson (* 22. November 1896 in Montreal; † 8. März 1974 in Trois-Rivières/Québec) war ein kanadischer Organist, Chorleiter und Musikpädagoge.

## Leben
Thompson studierte in Montreal bei Jean-Noël Charbonneau und bei Élie Savaria (Klavier) sowie in Quebec bei Joseph-Arthur Bernier (Orgel). Ab 1916 war er Organist an der Kirche Notre-Dame-des-Sept-Allégresses in Trois-Rivières. 1920 wurde er musikalischer Leiter der Theatergruppe Compagnons de Notre-Dame, zu deren Gründern er zählte. Im Jahr 1930 wurde er als Nachfolger von Giuseppe Agostini Dirigent der Philharmonie de La Salle. Von 1937 bis 1939 wirkte er als künstlerischer Leiter des Radiosenders CHLN, für den er Musikprogramme produzierte und moderierte. In dieser Zeit gründete er auch das Vokalquartett Chevaliers du Guet, für das er viele Folksongs arrangierte.
1941 gründete Thompson die Société chorale mixte de Trois-Rivières (später als Chœur mixte Thompson bekannt), den er bis 1955 leitete. Mit dem Chor führte er u. a. Händels Oratorium Samson (1953) und zwei Kantaten Bachs auf. Als Mitglied der Consociatio Internationalis Musicæ Sacræ wurde er von Papst Pius XII. mit dem Ehrenkreuz Pro Ecclesia et Pontifice ausgezeichnet.
Als Lehrer für Klavier und Orgel wirkte Thompson am Séminaire de Trois-Rivières, an der Académie de la Salle und am Collège séraphique. Außerdem gab er privaten Unterricht und unterrichtete von 1930 bis 1970 Solfège und Harmonielehre bei von der Provinzregierung von Québec veranstalteten Kursen. Zu seinen Schülern zählen Émilien Allard, Gabriel Charpentier, Jean-Yves Landry, Marcel Roux, Alfred Tardif sowie seine eigenen Söhne Claude und Marcel Thompson. Thompson komponierte u. a. Klavier- und Orgelwerke, Hymnen, Lieder und fünf Messen. Seine Schrift Cinquante ans de vie musicale à Trois-Rivières erschien 1970.

## Werke
- Les Sept Paroles du Christ für vierstimmigen Chor a cappella, 1933
- Messe de Noël, 1935
- Mon pays, sinfonische Dichtung, 1936
- Messe de Pâques nach gregorianischen Themen, 1941
- Lumen für Orgel